# 太極殿
39°55′13″N 116°23′43″E / 39.920221°N 116.395172°E

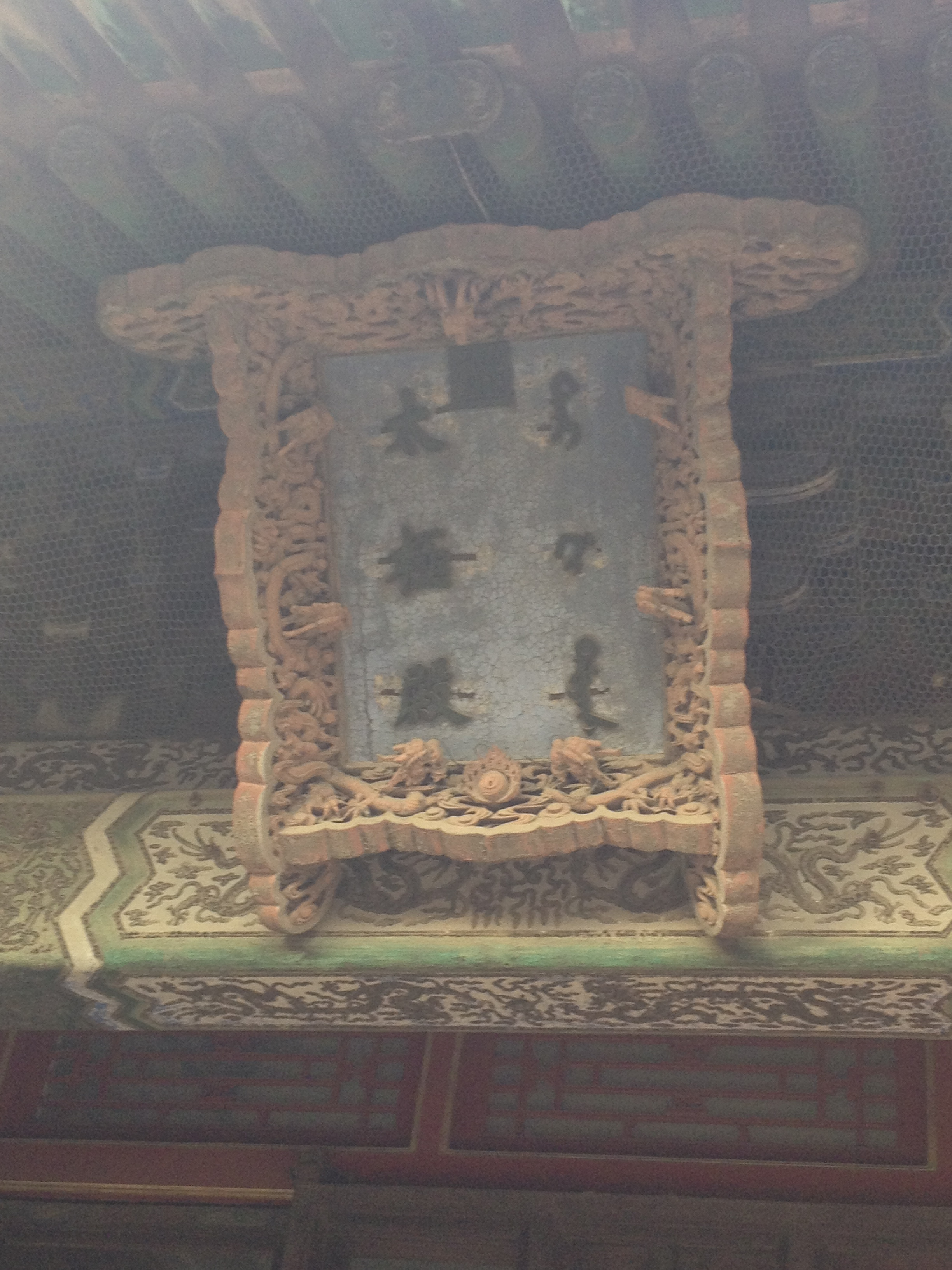
北京故宫中的太极殿

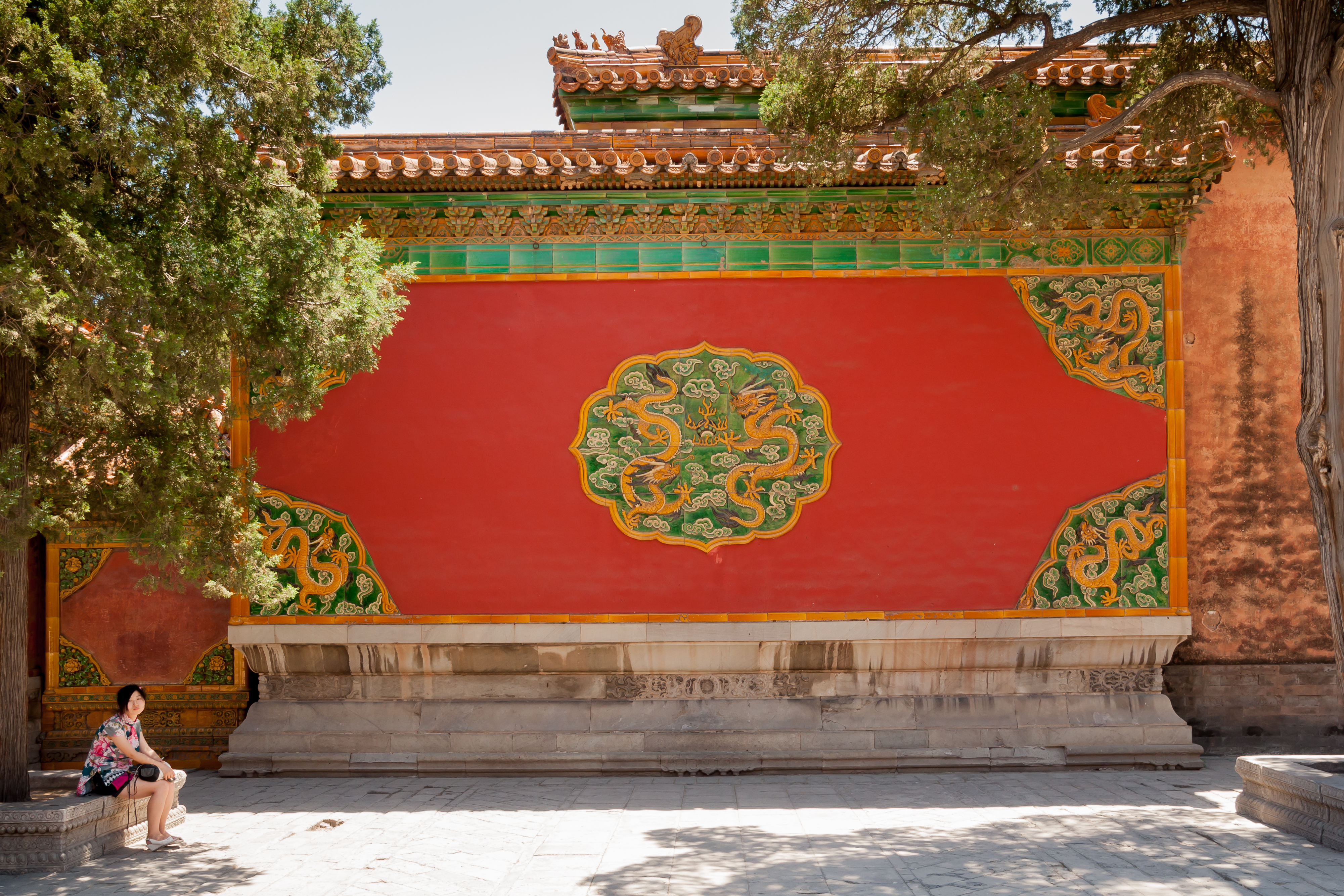
太极殿前正南方影壁

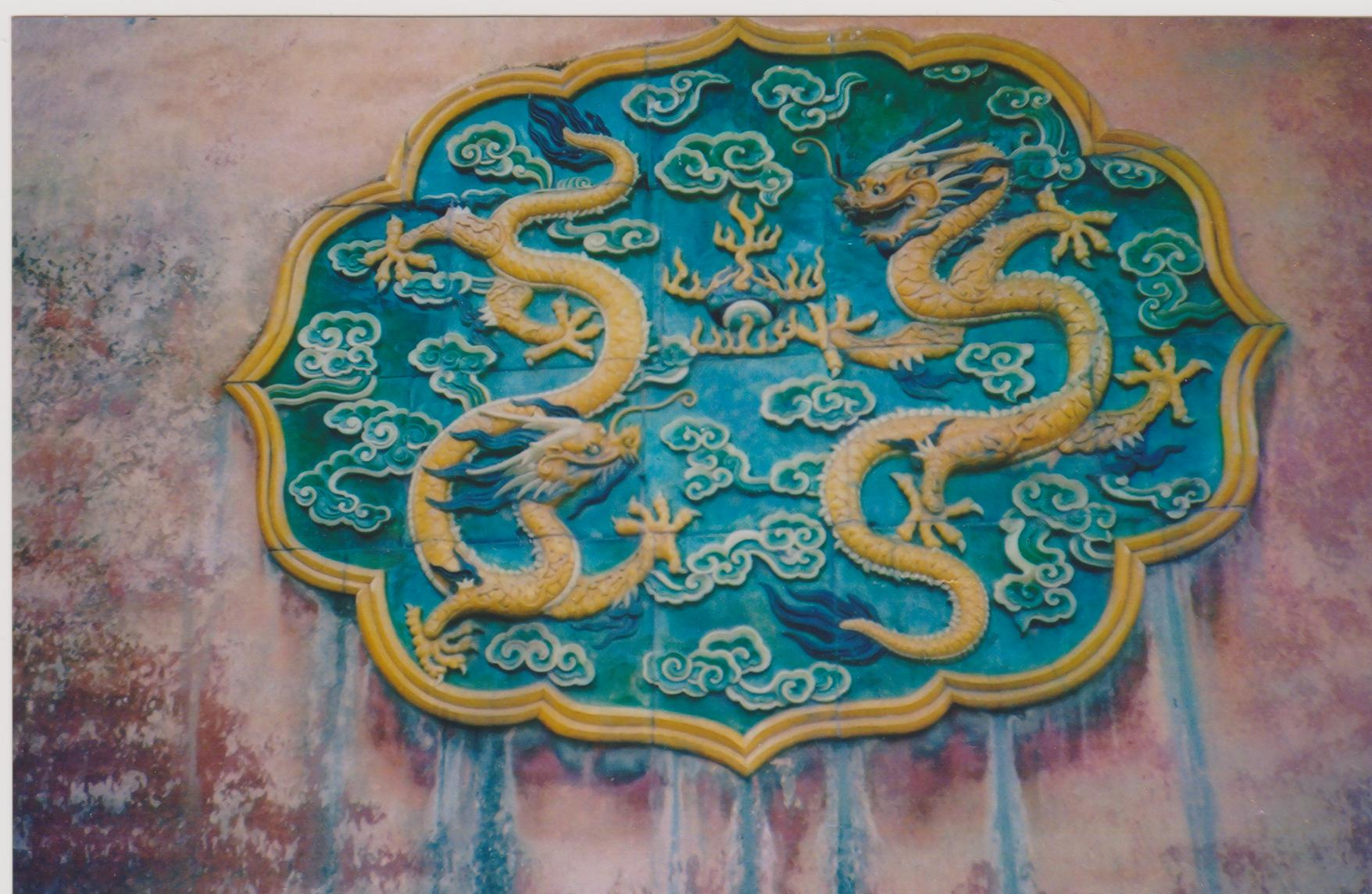
太极殿前正南方影壁中央的云龙纹琉璃影壁盒子

太極殿（穆麟德轉寫：tai gi diyan），为紫禁城内廷西六宫之一，位於西六宮區的西南角。

## 历史
太极殿是紫禁城内廷西六宫之一。明朝永樂十八年（1420年）建成，初名“未央宫”。因嘉靖帝的生父兴献王朱祐杬生于此，故于明朝嘉靖十四年（1535年）更名“啟祥宫”。清朝晚期，改称“太极殿”。清朝曾对此宫多次修葺。
原来啟祥宫正殿前檐挂有“啟祥宫”陡匾。乾隆六年（1741年），乾隆帝命依照永寿宫陡匾的式样，制作十一面匾额，并亲自题写，分别挂在东六宫、西六宫除永寿宫之外的其他十一宫的正殿。乾隆帝还下谕旨：“自挂之后，至千万年，不可擅动，即或妃嫔移住别宫，亦不可带往更换。”
太极殿原为二进院，清朝后期改修长春宫时，在太极殿后殿和长春门旧址上建成穿堂殿（称“体元殿”），后檐接抱厦，并且和长春宫及其东西配殿用转角游廊相连，形成了迴廊，太极殿后殿东西耳房各开一间作为通道，从而使太极殿与长春宫连成贯通的南北四进院。清朝时，体元殿为后妃居所，慈禧太后曾在此居住。
明朝万历年间，乾清宫、坤宁宫火灾，明神宗朱翊钧曾暂居啟祥宫。逊帝溥仪出宫前，同治帝瑜太妃曾居太极殿。另据《清宫述闻》载，“《赐砚斋日记》略载：清室未迁出宫时，瑜皇贵妃（同治妃）居长春宫，瑨皇贵妃（同治妃）居重华宫，珣皇贵妃（同治妃）居储秀宫，瑾皇贵妃（光绪妃）居永和宫。四宫主位，有时同在太极殿召见臣工。”
《国朝宫史续编》载，清朝皇后赴慈宁宫皇太后前行庆贺礼时，率贵妃、妃、嫔，礼服乘舆出啟祥门。
如今，太极殿、体元殿为宫廷生活原状陈列。 

## 建筑
太极殿的主要建筑有：
- 祥门：位于太极殿前的东南角，也是原啟祥宫的宫门。这与东六宫、西六宫中其他十一宫原来的宫门位置均不相同。门内有一木制祥凤万寿纹影壁。该门又俗称“内啟祥门”，以和此门外甬道西端的啟祥門（俗称“外啟祥门”）相区别。
- 影壁：太极殿前正南的院墙上为一座高大的影壁，四角均饰有琉璃，正中央为云龙纹琉璃影壁盒子。该影壁位于啟祥门以西，为咸丰九年（1859年）大修长春宫时添建。 [1]
- 太极殿：面阔五间，黄琉璃瓦歇山顶，前后出廊。外檐绘有苏式彩画，门窗饰有万字锦底团寿纹，步步锦支摘窗。室内饰有石膏堆塑五福捧寿纹天花，为清末民初时期所改。殿前的琉璃影壁和东、西配殿围合成宽敞的庭院。[1]太極殿前檐柱上有楹聯“以仁義為巢，鳳儀阿閣；與天人合撰，象拱宸居”（慈禧太后題）。太極殿後檐柱上有楹聯“昭明三光，清和六合；經營萬億，作成四時”（慈禧太后題）。
  - 太极殿西梢间：西梢间北侧为罩炕。靠西墙摆放一条案，案上有一只座钟。西墙上挂有对联“窗虛玉戺鋪花影，簾靜金鈎裊篆烟”。南侧窗下有一炕，其上有炕桌。东侧为木隔断，其中有门通往西次间。
  - 太极殿西次间：西次间靠南窗的炕上有炕桌、炕案，炕下设有脚踏，两侧设有锈墩。这组家具布局带有浓厚的满族风俗特点。[5]西次间北面靠窗有一方桌，两旁有一对椅子。方桌上有一器物，下面是瓷制，其中可放香料，上面安有轮扇，可吹送香气。
  - 太极殿明间：明间正中设有地屏宝座。明间与东次间用花梨木透雕万字锦地花卉栏杆罩相分隔，明间与西次间用球纹锦地凤鸟落地罩相分隔。[1]
  - 太极殿东次间：北面窗下有一条案。东侧为一木隔扇，与东梢间分隔。木隔扇上开有门，东次间内靠着木隔扇一南一北摆放一对博古架。
  - 太极殿东梢间：东梢间北侧、东侧、南侧各有一条案。西侧与东次间之间为一木隔扇。
  - 东配殿、西配殿：位于太极殿前的东西两侧。 [1]西配殿南侧与院墙之间有个小门，通往延庆殿前院。
- 体元殿：原为祥宫的后殿。清朝咸丰九年（1859年）将此殿改为前后开门的穿堂殿，咸豐帝御筆題“體元殿”匾，悬挂在前檐正中。兩側楹聯為“自強不息以希天，遜志好學以希聖”。体元殿为黄琉璃瓦硬山顶，面阔五间，明间前后开门，次间、梢间是槛墙、支窗。室内各间安有花罩虚隔，惟有西梢间自成一室，有门与西次间相通。东、西各有耳房三间，中一间辟成通道，向北连通至长春宫院落。[1][6]
  - 体元殿西梢间：
  - 体元殿西次间：
  - 体元殿明间：
  - 体元殿东次间：
  - 体元殿东梢间：東梢間對聯為“四壁圖書鑑今古，一庭花木驗農桑”（乾隆帝句，于敏中書，上款“御制句”，下款“臣于敏中敬書”）。[7]
  - 戏台：体元殿后檐接有抱厦三间，黄琉璃瓦卷棚顶，坐南朝北，与长春宫相对，是清朝晚期宫中唱戏用的小戏台，又称“长春宫戏台”。清朝光绪十年（1884年），为庆祝慈禧太后五十寿辰，曾在该戏台演戏半个月。[1][6]戏台内侧的体元殿明间北门上方朝北悬挂“境静心清”匾，两侧对联为“西山浓翠迎朝爽，南陆微薰送午凉”（慈禧太后题）。[7]
  - 怡性軒：体元殿前的东配殿。面阔三间。[1]前檐下懸掛“怡性軒”匾（慈禧太后題）。[7]
  - 樂道堂：体元殿前的西配殿。面阔三间。[1]前檐下懸掛“樂道堂”匾（慈禧太后題）。[7]

## 居住者
- 明孝惠皇后邵氏（邵宸妃）
- 明神宗顯皇帝：万历年间，乾清宫、坤宁宫火灾，明神宗朱翊钧曾暂居祥宫。[1]
- 明崇祯朝恭淑皇贵妃田氏：崇祯十三年（1640年）元旦，风雪交加，田贵妃到坤宁宫以东的景和门外等待朝贺皇后，却受到周皇后冷遇。田贵妃向崇祯帝哭诉，崇祯帝因气愤而在交泰殿将周皇后推倒在地，周皇后愤而绝食。崇祯帝婉转向周皇后求和，敕令田贵妃自承乾宫移居啟祥宫修省。田贵妃移居啟祥宫，崇祯帝三个月不召。一天，崇祯帝携周皇后在东六宫中的永和宫赏花。永和宫紧靠承乾宫，周皇后便令宫女接来田贵妃一同赏花，这令崇祯帝对周皇后之宽弘更加钦佩。田贵妃继续居住在啟祥宫。田贵妃一共为崇祯帝生下了四个儿子：永王朱慈炤、悼灵王朱慈焕、悼怀王、皇七子，除了皇四子永王朱慈炤存活，其他三位皇子均夭折。田贵妃因此过度忧伤，在啟祥宫卧病两年多，崇祯十五年三月（1642年）带病移回承乾官。崇祯十五年七月（1642年）在承乾宫去世，谥“恭淑端惠静怀皇贵妃”，葬在昌平天寿山明思陵。[8]
- 清宣统朝隆裕太后：自升为太后之后，便从钟粹宫移居长春宫、太极殿。清朝灭亡后，民国二年（1913年）农历正月十七日晨，隆裕太后崩于太极殿。[9]
- 逊帝溥仪时期瑜太妃：逊帝溥仪出宫前，同治帝瑜太妃曾居太极殿。[1]